# نائوهیتو فوجیکی
نائوهیتو فوجیکی (انگلیسی: Naohito Fujiki; ۱۹ ژوئیهٔ ۱۹۷۲ – ) هنرپیشه، خوانندگی اهل ژاپن بود. وی از سال ۱۹۹۹ میلادی تاکنون مشغول فعالیت بوده‌است.
از فیلم‌ها یا برنامه‌های تلویزیونی که وی در آن نقش داشته‌است می‌توان به پسران قرن بیستم، یک لیتر اشک، و بازی اشاره کرد.